# Michael Gehri
Michael Gehri (* 31. Dezember 1957) ist ein deutscher Polizist in Baden-Württemberg und war bis zum 1. September 2017 Polizeipräsident von Offenburg.

## Beruflicher Werdegang
Michael Gehri trat 1974 in den Polizeidienst der Landespolizei von Baden-Württemberg in die Laufbahn des mittleren polizeilichen Vollzugsdienstes ein. 1983 stieg er in den gehobenen Dienst auf. 1993, nach dem Studium an der Polizei-Führungsakademie in Münster-Hiltrup, in den höheren Dienst. Von 1993 bis 1999 versah Michael Gehri Dienst an der Landespolizeischule Freiburg. In den folgenden Jahren bis 2004 leitete er die Bereitschaftspolizeidirektion Lahr. Seit Juli 2004 war er Leiter der Polizeidirektion Lörrach.
2014 übernahm Michael Gehri das im Rahmen der baden-württembergischen Polizeireform neugeschaffene Polizeipräsidium Offenburg, bis er zum 1. September 2017 in den Ruhestand eintrat. Auf Gehri folgte im Dezember 2017 Polizeipräsident Reinhard Renter im Amt.